# Oliver Winchester
Pour les articles homonymes, voir Winchester.
Oliver Fischer Winchester, né le 30 novembre 1810 à Boston, et mort le 11 décembre 1880 à New Haven, est un homme politique, un homme d'affaires et un ingénieur américain, inventeur, à la tête de la Winchester Repeating Arms Company, de fusils qui portent son nom (le plus connu est le Winchester modèle 1873, ou Gun that won the West). 

## Naissance et mariage
Oliver Winchester, né à Boston le 30 novembre 1810, est le fils de Samuel Winchester et de Hannah Bates. Il se marie à Boston, le 20 février 1834, avec Jane Ellen Hope. Le couple a trois enfants : 
- Ann Rebecca Winchester (1835–1864), qui se marie avec Charles B. Dye ;
- William Wirt Winchester (1837–1881), qui se marie avec Sarah Lockwood Pardee ;
- Hannah Jane Winchester, qui se marie avec Thomas Gray Bennett.

## Carrière
Après avoir travaillé enfant dans une ferme, puis, à partir de 14 ans comme apprenti charpentier (afin de contribuer à subvenir aux besoins de sa famille), Oliver Winchester s'installe à Baltimore où il crée un magasin de vêtements, vendant des chemises confectionnées par ses soins. En 1850, désireux de diversifier ses activités commerciales, il s'associe avec d'autres actionnaires afin d'acquérir une filiale de Smith & Wesson : la Volcanic Repeating Arms Company. Il se lance donc ainsi dans la vente d'armes. En 1857, il devient le premier actionnaire de la société désormais appelée New Haven Arms Company.
En 1860, il embauche un nouvel armurier, Benjamin Tyler Henry, qui va révolutionner le fusil avec ses créations (percussion centrale, canon rayé, chargement par la culasse...) et assurer la prospérité de la société de Winchester, rebaptisée Winchester Repeating Arms Company. Le premier modèle à succès est le Winchester 1866 qui s'écoule à 120 000 exemplaires. Il est en effet très prisé des civils, mais ne séduit toutefois pas l'armée. Suit ensuite le Winchester 1873, le gun that won the West, l'arme mythique du Far West prisée aussi bien des cow-boys que des desperados, des shérifs ou des Indiens, et utilisée notamment par Billy the Kid, Calamity Jane, les frères Dalton, ou encore Buffalo Bill. Il est de plus exporté en Europe et en Asie. Sa société acquiert ensuite une stature nationale avec l'acquisition des brevets de John Moses Browning.
Après (et pendant) ces succès en affaires, Oliver Winchester entame, sous l'étiquette républicaine, une carrière politique et est élu en 1866, puis 1867, vice-gouverneur du Connecticut. 
Il meurt à New Haven le 11 décembre 1880. Son fils William, qui hérite de la société, meurt à son tour quelques mois plus tard, laissant les commandes à sa femme. Cette dernière, atteinte de folie et marquée par les effets du commerce d'armes, investit l'argent de la société dans la construction d'un manoir de 160 pièces censé abriter les âmes errantes des victimes des fusils Winchester, précipitant ainsi le déclin de l'entreprise.